# Francisco de Paula de Albuquerque do Amaral Cardoso
Francisco de Paula de Albuquerque do Amaral Cardoso (Seia, Tourais, 25 de outubro de 1759 — Mossuril, Moçambique, 28 de dezembro de 1807) foi um fidalgo português, Fidalgo da Casa Real e Comendador da Ordem de Cristo, Governador de Moçambique entre 1805 e 1807.

## Biografia
Filho de António José de Albuquerque do Amaral Cardoso (Viseu, Couto de Baixo, 25.06.1711 - Seia, Tourais, 19.10.1757) e de sua mulher Maria Vitória Josefa de Loureiro e Vasconcelos de Meneses.
Casado com Francisca de Sampaio Cortês de Carvalho e Vasconcelos de cujo matrimónio houve um filho e quatro filhas, sendo o primogénito António José de Albuquerque do Amaral Cardoso (Viseu, 10.07.1785 - 01.08.1839). 